# Distrito electoral de Pinckneyville n.º 8
Pinckneyville No. 8 (en inglés: Pinckneyville No. 8 Precinct) es un distrito electoral ubicado en el condado de Perry en el estado estadounidense de Illinois. En el Censo de 2010 tenía una población de 924 habitantes y una densidad poblacional de 17,03 personas por km².

## Geografía
Según la Oficina del Censo de los Estados Unidos, tiene una superficie total de 54.24 km², de la cual 53.47 km² corresponden a tierra firme y (1.43%) 0.78 km² es agua.

## Demografía
Según el censo de 2010, había 924 personas residiendo en Pinckneyville No. 8. La densidad de población era de 17,03 hab./km². De los 924 habitantes, Pinckneyville No. 8 estaba compuesto por el 97.84% blancos, el 1.08% eran afroamericanos, el 0.22% eran amerindios, el 0% eran asiáticos, el 0% eran isleños del Pacífico, el 0.43% eran de otras razas y el 0.43% pertenecían a dos o más razas. Del total de la población el 1.62% eran hispanos o latinos de cualquier raza.